# Gare d'Etten-Leur
La gare d'Etten-Leur (en néerlandais station Etten-Leur) est une gare néerlandaise située à Etten-Leur, dans la province du Brabant-Septentrional.

## Histoire
Ouverte initialement le 11 décembre 1854, cette gare fut fermée en 1940, puis rouverte en 1965. Elle est située sur la ligne de chemin de fer reliant Roosendaal à Bréda.

## Service des voyageurs

### Desserte
Les trains s'arrêtant à la gare d'Etten-Leur font partie du service assuré par les Nederlandse Spoorwegen reliant toutes les demi-heures Roosendaal à Zwolle.